# Thạch Lâu
Thạch Lâu (chữ Hán giản thể: 石楼县, âm Hán Việt: Thạch Lâu huyện) là một huyện thuộc địa cấp thị Lữ Lương, tỉnh Sơn Tây, Cộng hòa Nhân dân Trung Hoa. Huyện Thạch Lâu có diện tích 1736 km², dân số năm 2002 là 100.000 người. Huyện Thạch Lâu có 4 trấn và 10 hương. 
- Trấn: Thành Quan, La Thôn, Nghĩa Điệp, Tiểu Toán.
- Hương: Long Giao, Tây Vệ, Đông Thạch Dương, Hòa Hợp, Tây Sơn, Tiền Sơn, Vĩ Gia Loan, Hàn Gia Sơn, Tào Gia Viên, Bùi Câu.